# الونیم
الونیم (به لاتین: Alonim) کیبوتص و یک منطقهٔ مسکونی در اسرائیل است که در الجلیل واقع شده‌است.

## خصوصیات
الونیم ۴۶۹ نفر جمعیت دارد.

## نگارخانه

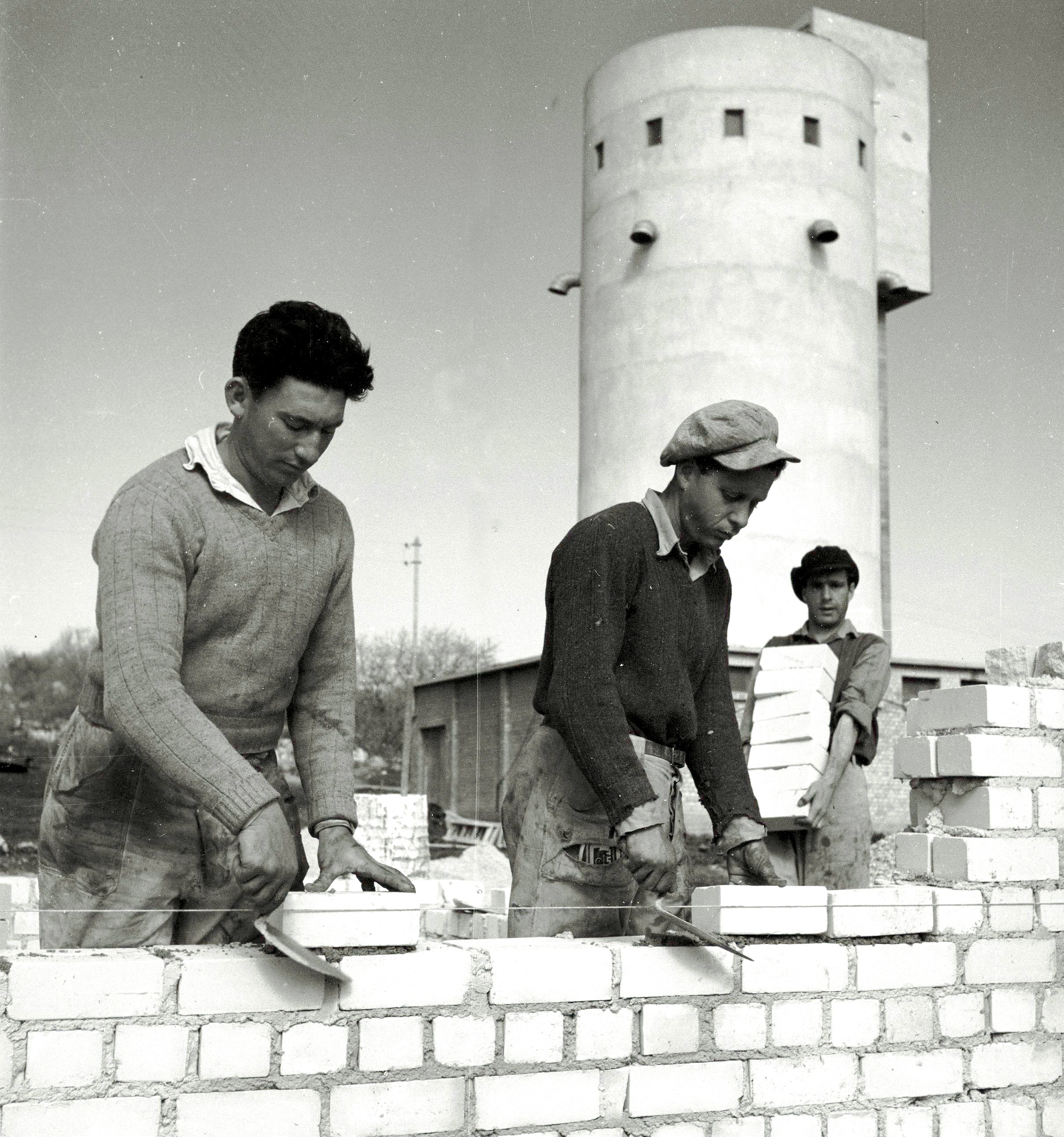
جوانان یهودی آلمانی‌تبار در حال خانه‌سازی در کیبوتص الونیم در سال ۱۹۴۶ م.
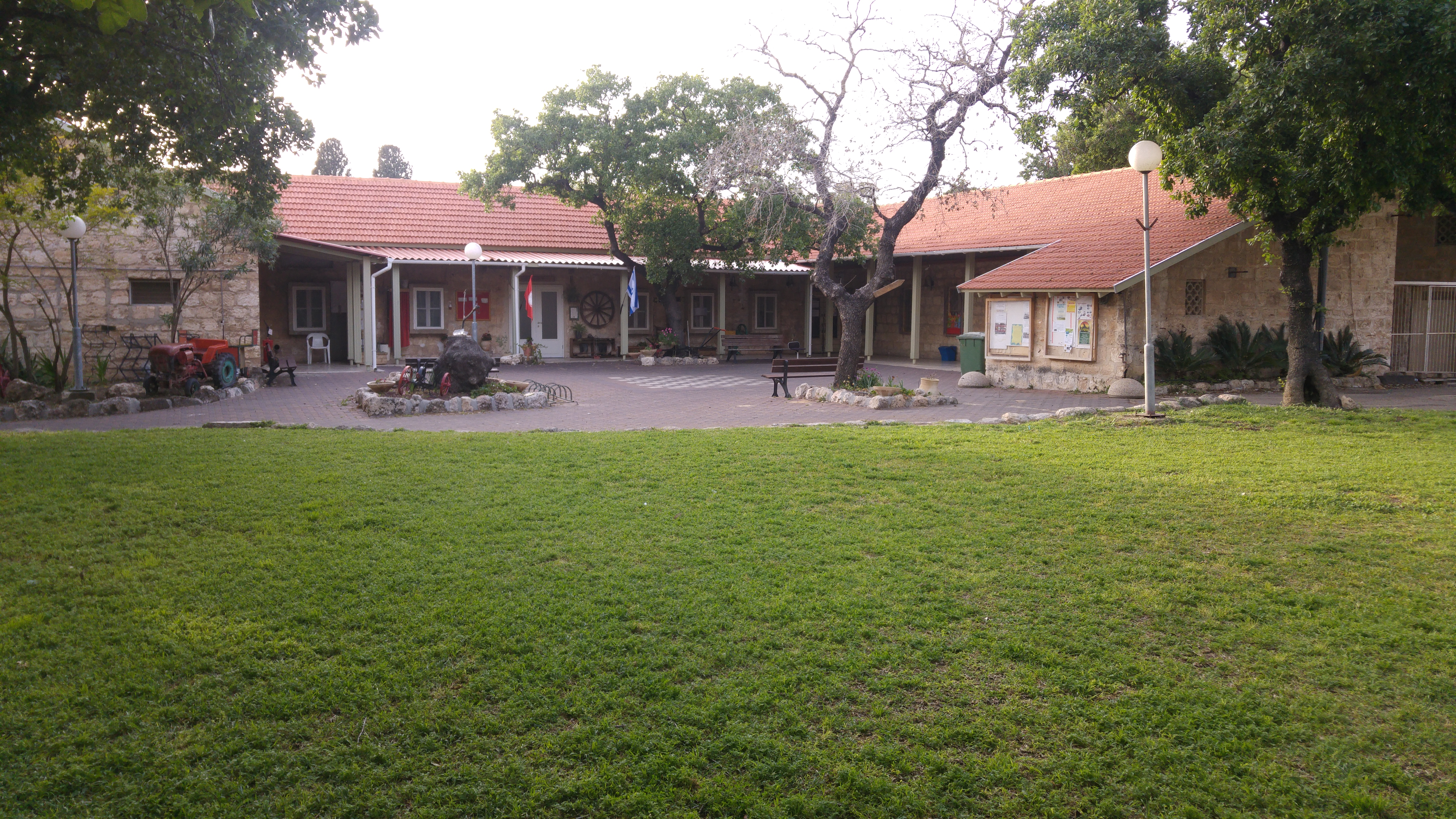
قدیمی‌ترین مرکز فرهنگی الونیم